# Reformerta församlingar i Nederländerna

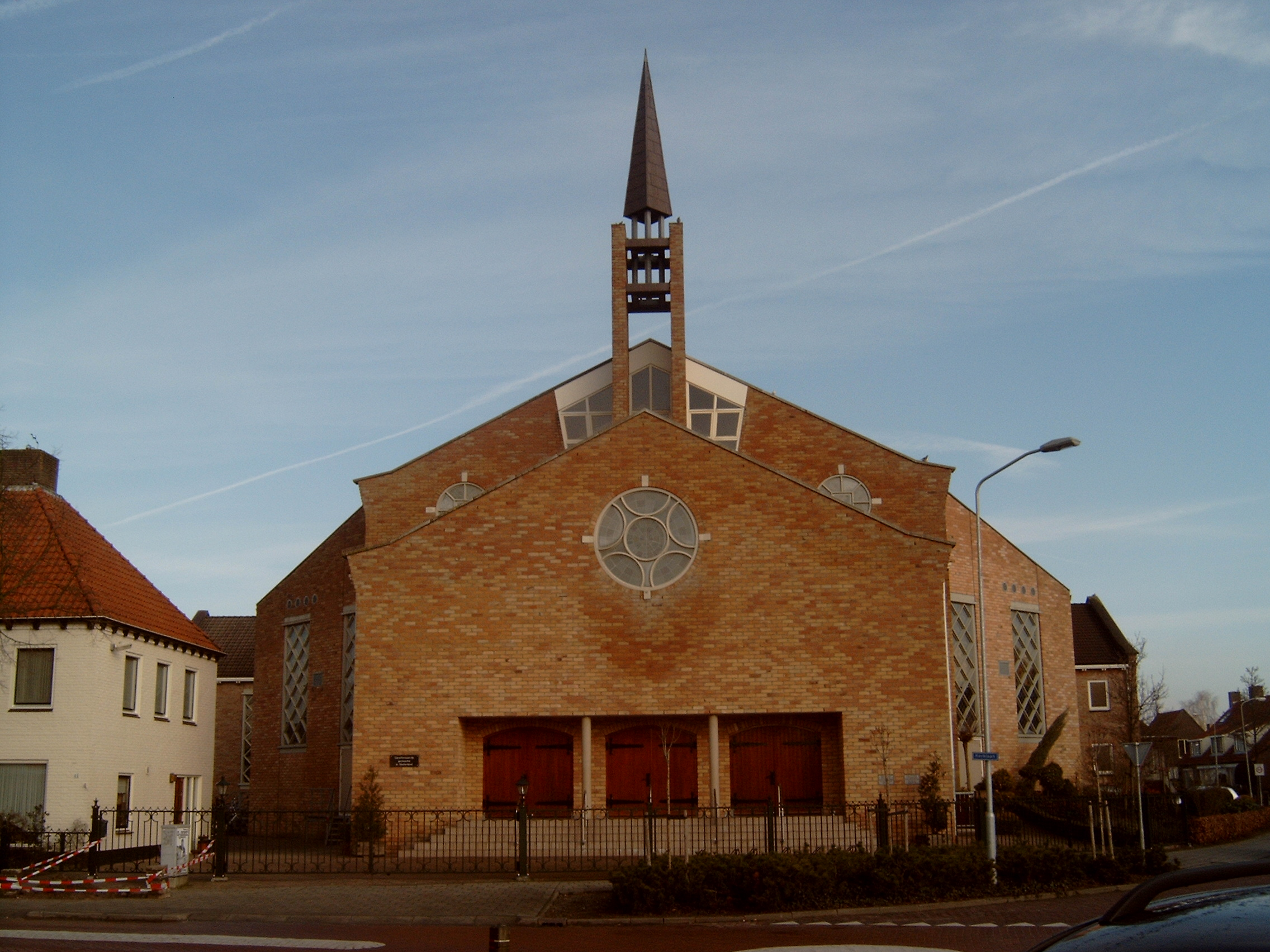
Nederländsk reformant kyrka

Reformerta församlingar i Nederländerna (Gereformeerde Gemeenten in Nederland, GGiN) är ett kalvinistiskt trossamfund som uppstod 1953 genom en utbrytning ur de Reformerta församlingarna (som i dag heter Reformerta församlingarna i Nederländerna och Nordamerika).
Orsaken till brytningen var att doktor C Steenblok avsatts som docent vid den sistnämnda kyrkans teologiska seminarium i Rotterdam, anklagad för alltför ensidig undervisning.

## Spridning
GGiN har 24.098 medlemmar (2015). De största församlingarna finns i Alblasserdam, Barneveld, Opheusden, Terneuzen och Uddel i Nederländerna.
Till kyrkogemenskapen hör även de Reformerta församlingarna i Nordamerika och en församling i Pretoria, Sydafrika.

## Lära
För GGiN spelar de tre enhetsformulären en viktig roll som trosbekännelse. 

## Splittring
1980 uppstod brytningar inom GGiN som resulterade i att några församlingar lämnade kyrkogemenskapen och bildade Reformerta församlingar i Nederländerna (utanför förbundet).